# 二郷半領用水
二郷半領用水路（にごうはんりょうようすいろ）は、埼玉県南東部吉川市大字上内川から三郷市戸ケ崎地先の第二大場川（下第二大場川）に至る用水路である。

## 概要

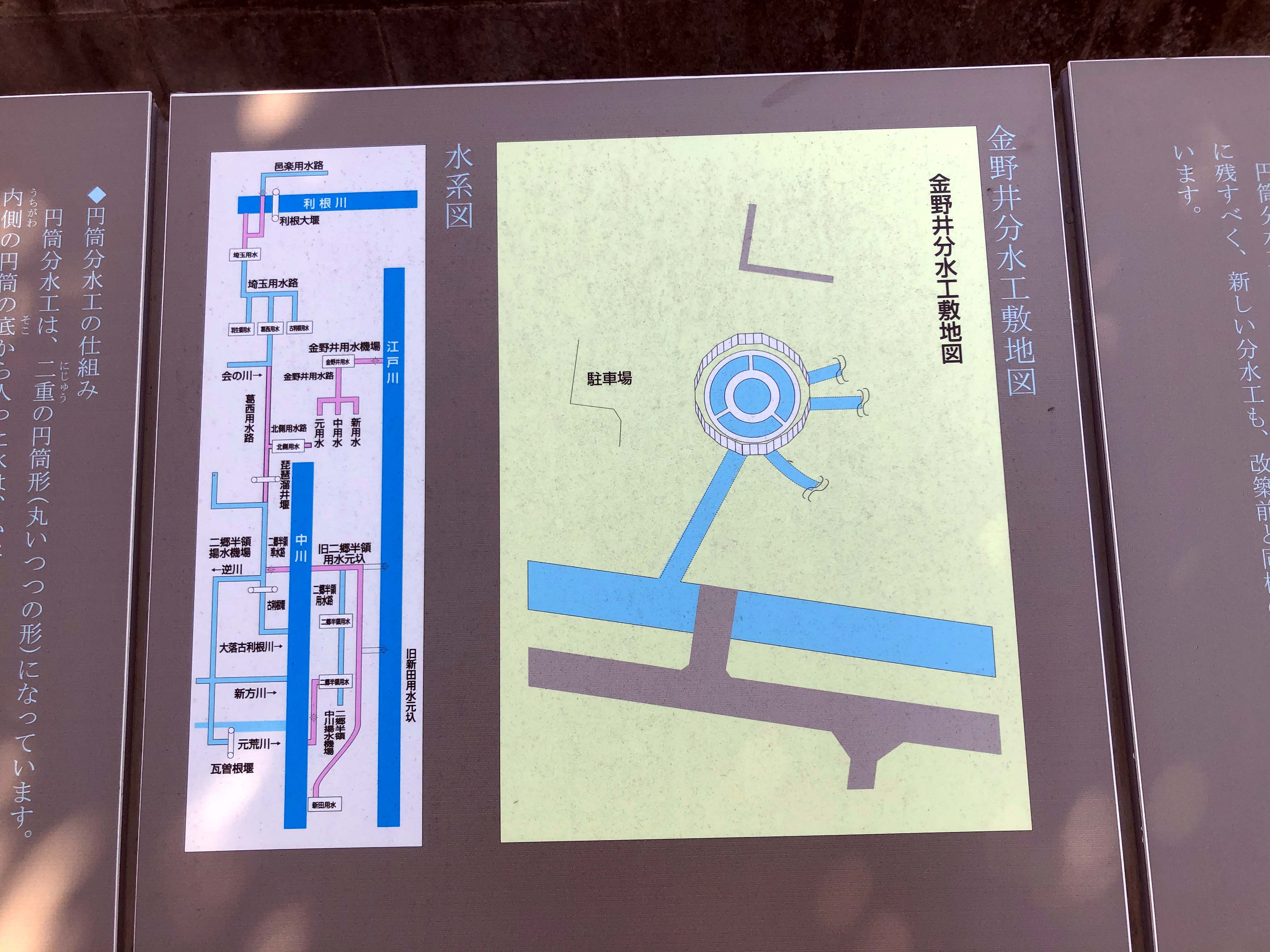
吉川市上内川 水系図

二郷半領用水路は、吉川市、三郷市、北葛飾郡松伏町東部地域の灌漑の為に整備された用水路である。
水路の歴史は古く、寛永年間に開削された用水路で、現在の東京都葛飾区地内の葛西領が利根川に水源を求め水路を整備した際に、松伏溜井から15km下流の小合溜井まで送水するために整備された水路が元である。
江戸川と中川に挟まれた三郷市・吉川市の地域は、古くは二郷半領と呼ばれていた。この地域は早場米の産地であったが、元々中川低地に位置しているため、たびたび水害に悩まされていた。そのため、戦前・戦後を通じて幾多の灌漑排水事業を行った結果、良質な穀倉地帯となった。
現在、松伏町大字松伏の二郷半領揚水機場にて大落古利根川の松伏溜井から、また水量補給の為、三郷市彦川戸の二郷半領中川揚水機場にて中川より取水を行っている。
本用水路は葛西用水路土地改良区によって管理されている。

## 地理
中川左岸と平行に南下する。
松伏町大字松伏の二郷半領揚水機場にて松伏溜井（大落古利根川）より取水し、二郷半領分水工へ送水する。かつては、大字金杉に揚水機場を設置して江戸川から取水し、内川橋付近で金野井用水路と合流していた。現在では、揚水機場は撤去され、流路跡も埋立てられ公園や原っぱとなっている。
吉川市大字上内川（内川橋付近）の二郷半領分水工にて松伏溜井から送水される。大字拾壱軒から松伏町大字下赤岩まで中川左岸堤防沿いを南下し、大字川藤にて下八間堀悪水路と木売落が伏越する。大字川野の川野堰付近にて鍋小路用水路を分水し、武蔵野線付近の木売堰にて高久用水路を分水する。川藤堰から木売堰までの区間は下八間堀悪水路や木売落旧流路が併走しており、桜や公園等が設置され、市民の憩いの場となっている。特にかちばし交差点からJAさいかつ吉川支店前交差点の区間の並行道路に「さくら通り」の愛称が付与されている。武蔵野線より南は東京都道・埼玉県道67号葛飾吉川松伏線西側沿いに南下し三郷市境へ至る。また、この区間及び三郷市区間は緑道が整備されている。
三郷市みさと団地の西側を南下し、野良島橋付近にて幸房用水路を分水する。彦川戸1丁目勝橋北側にて二郷半領中川揚水機場からの水路と合流し、三郷ジャンクションの西側を南下する。首都高速6号三郷線を通過した後、中川の流路に沿う様に南東方向に進み、三郷放水路に至る。なお、谷口の佐久間橋付近に、廃止された第一揚水機場からの水路との合流跡が残されている。酒井揚水機場にて三郷放水路を渡った後、戸ヶ崎1丁目の前川大橋より中川を離れ、南東方向に流路を変え戸ヶ崎3丁目にて下第二大場川と合流する。

## 稀少植物

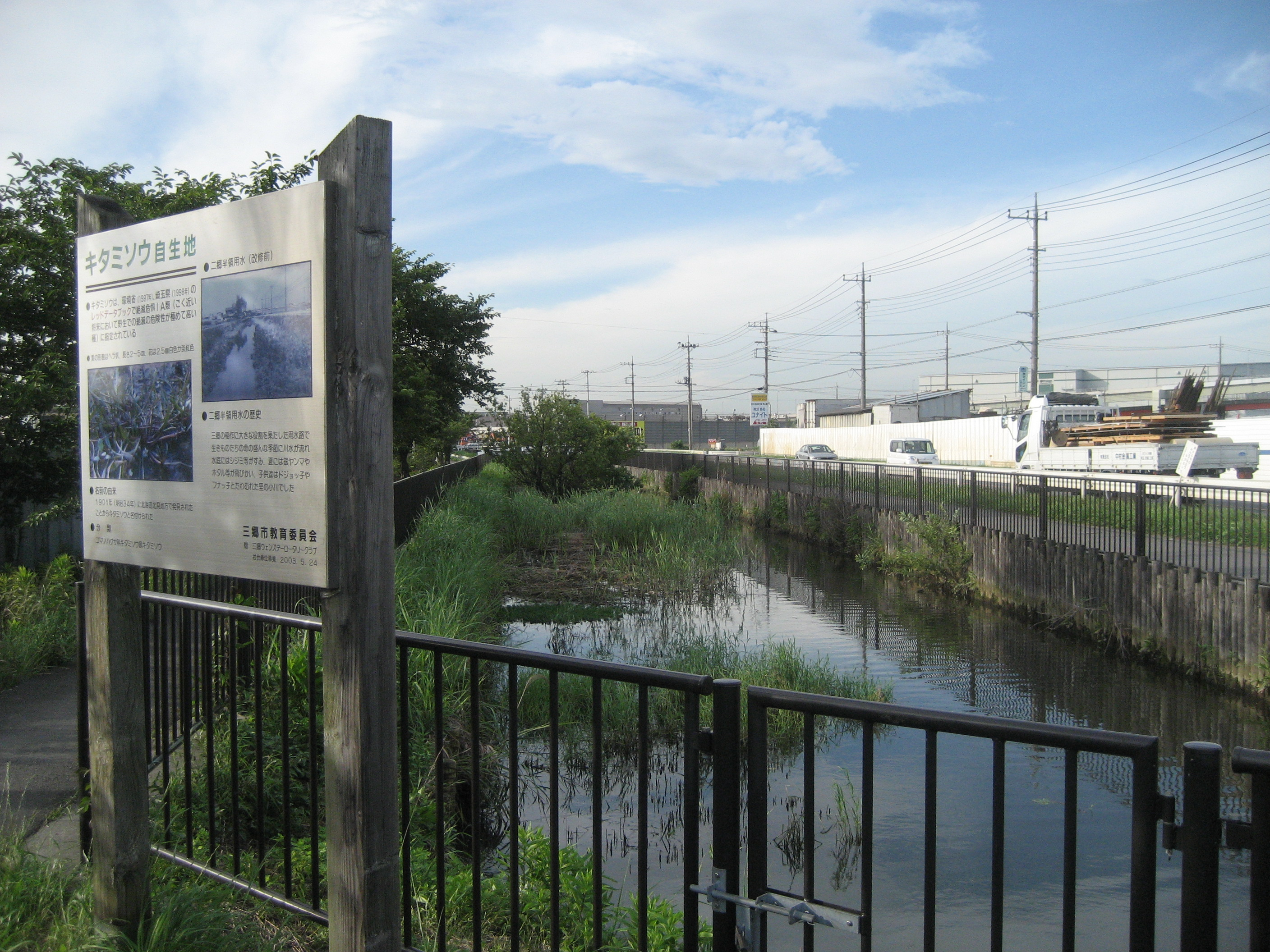
三郷市内（キタミソウ自生地付近）

- 三郷市内に稀少植物であるキタミソウ（環境省レッドデータブック絶滅危惧1A類に分類）が自生している区間がある。

## 流域の自治体
埼玉県
吉川市、三郷市、北葛飾郡松伏町

## 分水路・交差水路など
分水
- 鍋小路用水路
- 高久用水路
- 幸房用水路

交差水路・河川
- 下八間堀悪水路
- 木売落
- 三郷放水路

## 河川施設
上流より
- 二郷半領揚水機場
  - 二郷半領準水路（二郷半領導水路）
- 二郷半領分水工
  - 二郷半領用水路着水槽
- 下八間堀悪水路伏越
- 小左衛門前伏越（木売落伏越）
- 川藤堰
- 川野堰
- 木売堰
- 二郷半領中川揚水機場
- 彦川戸チェックゲート（彦川戸堰）
- 谷口堰
- 酒井揚水機場
- 二郷半領用水逃樋（長沼堰）

廃止設備
- 旧二郷半領用水元圦
  - 旧二郷半領揚水機場（江戸川揚水機場）
- 第二揚水機場（彦川戸揚水機場、現二郷半領中川揚水機場）
- 第一揚水機場（花和田揚水機場）

二郷半領揚水機場所在地：埼玉県北葛飾郡松伏町大字松伏16（35.934408, 139.817378）
設備：口径800㎜のポンプ3台により毎秒4.2㎥を取水
二郷半領中川揚水機場所在地：埼玉県三郷市彦川戸1丁目347−4（35.846091, 139.844347）
設備：竪軸斜流ポンプ口径600㎜2台
酒井揚水機場所在地：埼玉県三郷市中央2丁目39（35.817997, 139.872692）
設備：竪軸斜流ポンプ口径700㎜1台、口径500㎜1台
廃止設備についてかつて、松伏町大字金杉地先に旧二郷半領揚水機場、三郷市花和田に第一揚水機場、三郷市彦川戸に第二揚水機場が設置されていたが、江戸川の河床低下及びミオ筋の変化により安定的な取水が困難なこと及び揚水機場が築造後20年以上経過して老朽化が顕著となった為、全て廃止となった。

## 橋梁
上流より
- 内川橋（埼玉県道・千葉県道19号越谷野田線）
- 名称不明
- （埼玉県道378号中井松伏線）
- 名称不明
- 稔橋
- 榮橋
- かち橋
- 名称不明
- 前新田橋（埼玉県道・千葉県道326号川藤野田線）
- 川野橋
- 川富橋
- 関橋
- 香取橋
- 下手橋
- さくら橋
- 新道橋（埼玉県道377号加藤平沼線）
- 歩道橋
- 一之橋（埼玉県道・千葉県道52号越谷流山線）
- 名称不明（さいかつ農業協同組合吉川支店前）
- 武蔵野線
- 名称不明
- 高富北橋
- 高富南橋
- 高久南橋
- 高久大橋
- 中曽根橋
- 道庭橋
- （東京都道・埼玉県道67号葛飾吉川松伏線）
- 彦糸上沼橋
- 彦糸橋
- 彦糸下沼橋
- 彦糸蛭田橋
- 彦音橋
- 彦富橋
- 北在家橋
- 前在家橋
- 彦成橋
- 川端橋
- 野良島橋
- 彦成橋（埼玉県道・千葉県道29号草加流山線）
- 上彦川戸橋
- 旭橋
- 勝橋
- 下彦川戸北橋
- 下川中橋
- （ 国道298号・東京外環自動車道）

- 彦野橋
- 倉野橋（二郷半用水通）
- 虚空蔵橋
- 彦倉橋
- 上口上橋
- 上口橋
- 上口下橋
- 上地橋 - 「あげぢばし」
- 番匠免橋
- 拾町橋 - 「じっちょうばし」
- 彦沢橋
- 新彦沢橋（埼玉県道116号八潮三郷線）
- （首都高速6号三郷線）
- 彦沢下橋
- 彦江橋
- 彦江中橋
- 彦江下橋
- 上橋
- 下橋
- 佐久間橋
- 馬洗場橋
- 中橋
- 谷口橋（埼玉県道376号上笹塚谷口線）
- 三文橋
- 栄橋
- 門二橋
- つくばエクスプレス
- 筧堀橋
- 鈴蘭橋
- 酒井大橋
- 名称不明
- （三郷放水路）
- 名称不明
- 五月橋
- 早乙女橋
- 稲荷橋
- 夕月橋
- 曙橋
- 地蔵橋
- 前川新橋
- 前川大橋（横堀橋通）
- 前川中之橋
- 平和橋
- 天王橋
- 梅田橋

## 周辺の施設
上流から
- 東埼玉テクノポリス
- 吉川市立関小学校
- 吉川団地
- 吉川市立南中学校
- JAさいかつ吉川支店
- 吉川変電所
- JR武蔵野線：吉川駅
- 吉川市立中曽根小学校
- 吉川市立美南小学校
- みさと団地
- 三郷市立彦糸中学校
- 三郷市立彦糸小学校
- 三郷市立彦郷小学校
- ピアラシティ
- 東京外環自動車道：外環三郷西インターチェンジ
- 常磐自動車道、東京外環自動車道、首都高速6号三郷線：三郷ジャンクション、インターチェンジ
- 東京外環自動車道：三郷中央インターチェンジ
- 三郷市立前川中学校